# Jos International Stadium
Das Jos International Stadium, auch als New Jos Stadium bekannt, ist ein Fußballstadion mit Leichtathletikanlage in der nigerianischen Stadt Jos, Bundesstaat Plateau. Es ist die Heimspielstätte des Erstligisten Plateau United. Die Spielfläche ist mit Kunstrasen ausgestattet.